# Estanys de Dalt de Baciver
Les Estanys de Dalt de Baciver (en catalan), ou lacs de Naut de Bacivèr en aranais, sont des lacs des Pyrénées, sur la commune de Alt Àneu, comarque de Pallars Sobirà dans la province de Lérida en Catalogne (Espagne).

## Description
Les lacs des Estanys de Dalt de Baciver sont des lacs naturels, ils sont situés dans le Circ de Baciver, et sont à une altitude de 2 312 à 2 320 m.
L'ascension du Col de Collada dels Estanys dels Rosaris à 2 507 m permet de mieux voir ces lacs.

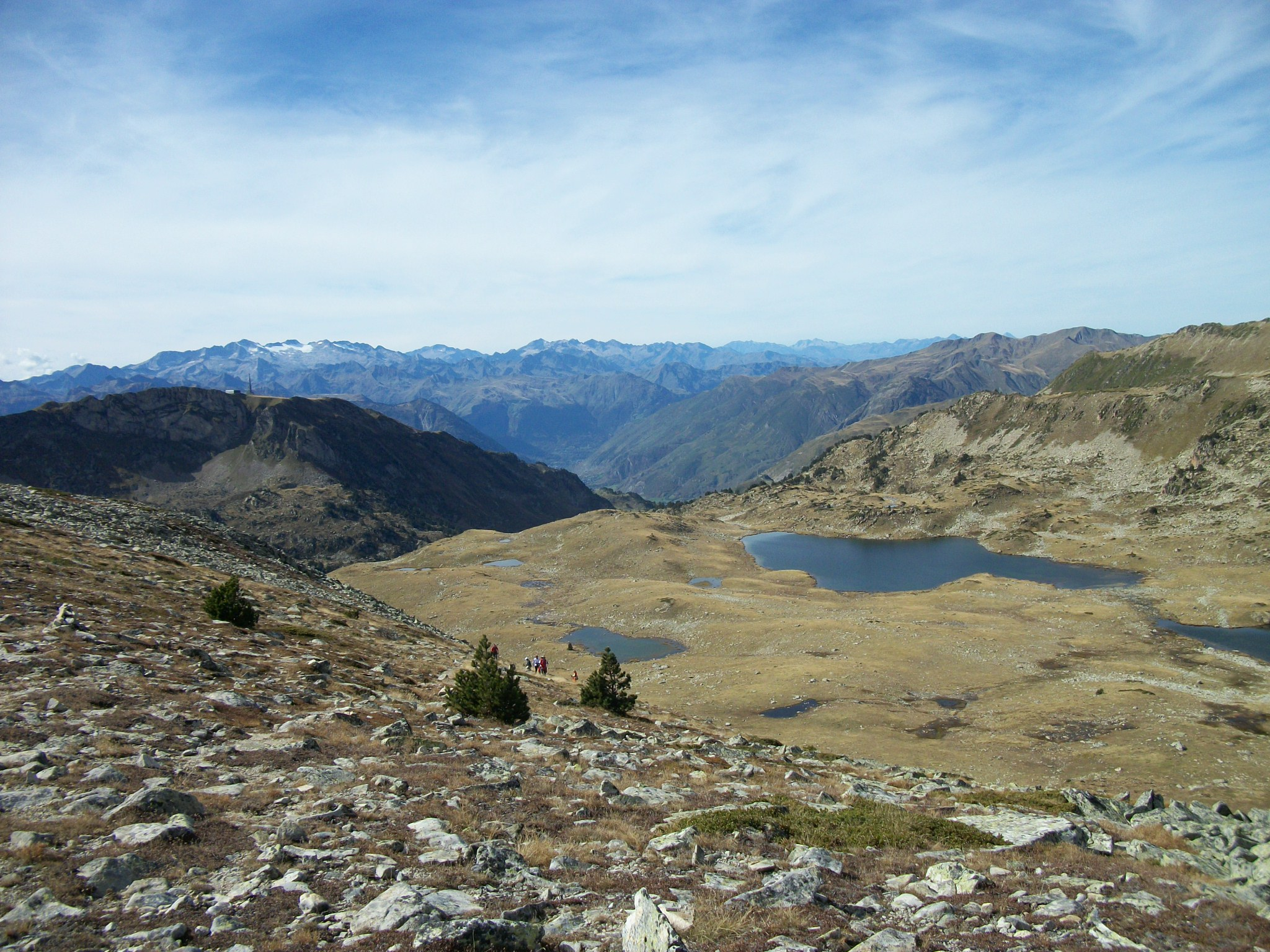
Les petits lacs à gauche sont nommés Estanys de Baciver, à droite ce sont les Estanys de Dalt de Baciver. Vue depuis le Col de Collada dels Estanys dels Rosaris à 2 507 m, en arrière plan on peut voir le Massif de la Maladeta avec ses glaciers.
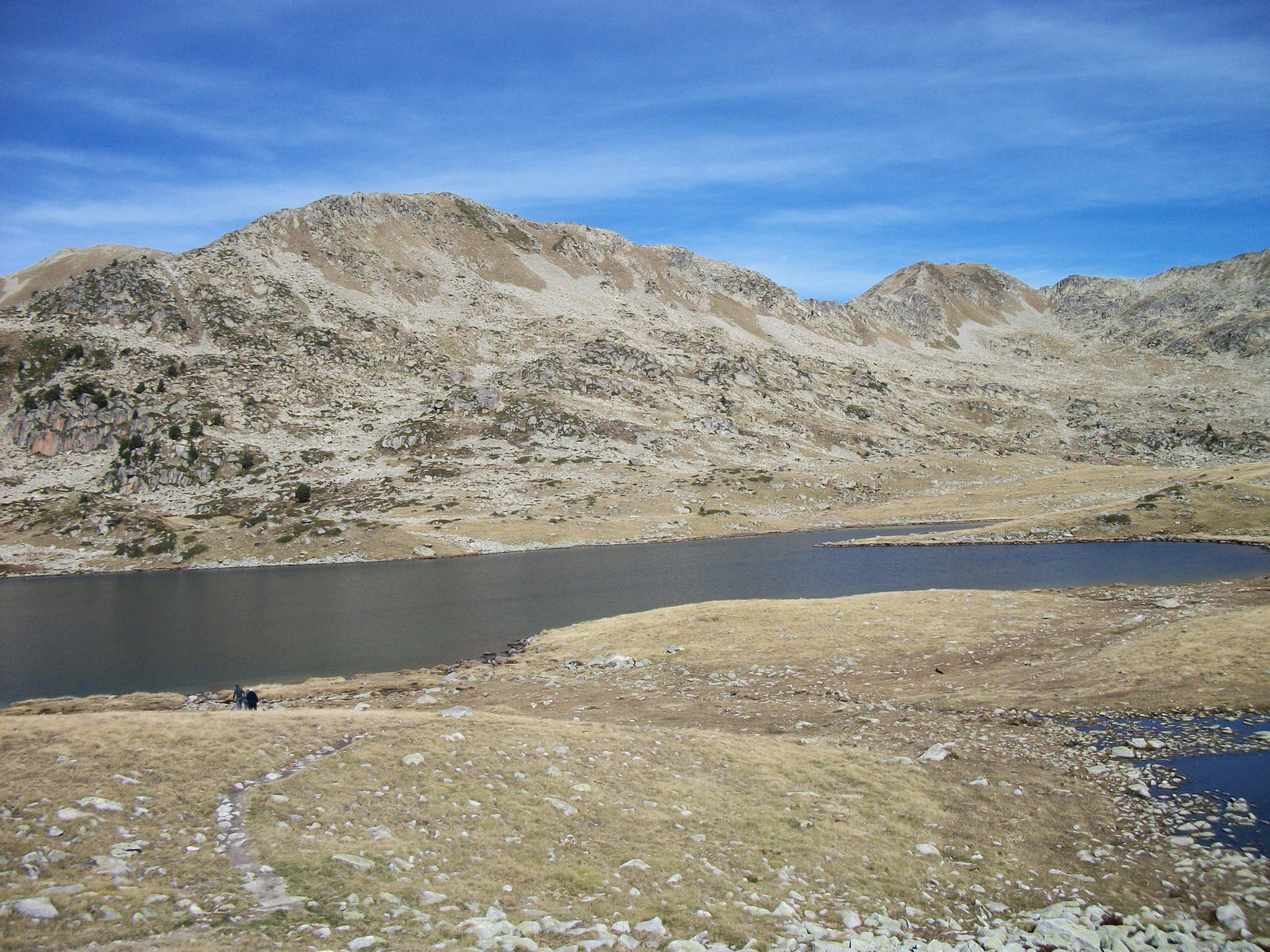
Un des Estanys de Dalt de Baciver
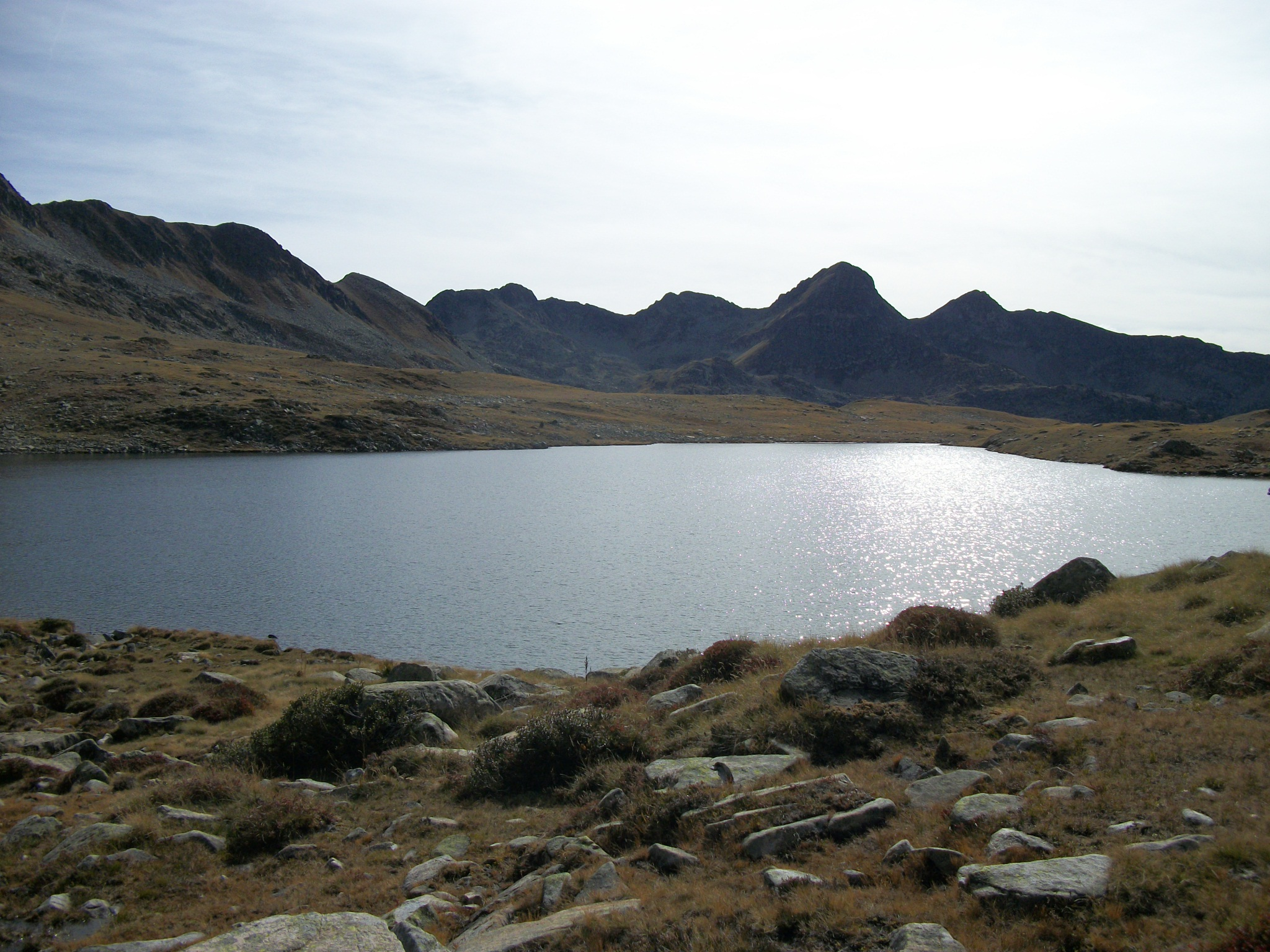
Un des Estanys de Dalt de Baciver avec en arrière plan le Pic de Rosari 2 608 m

## Botanique
Dans le Circ de Baciver, autour des Estanys de Dalt de Baciver on peut y voir des fleurs rare comme la Gentiane acaule et une espèce de Gentianella.

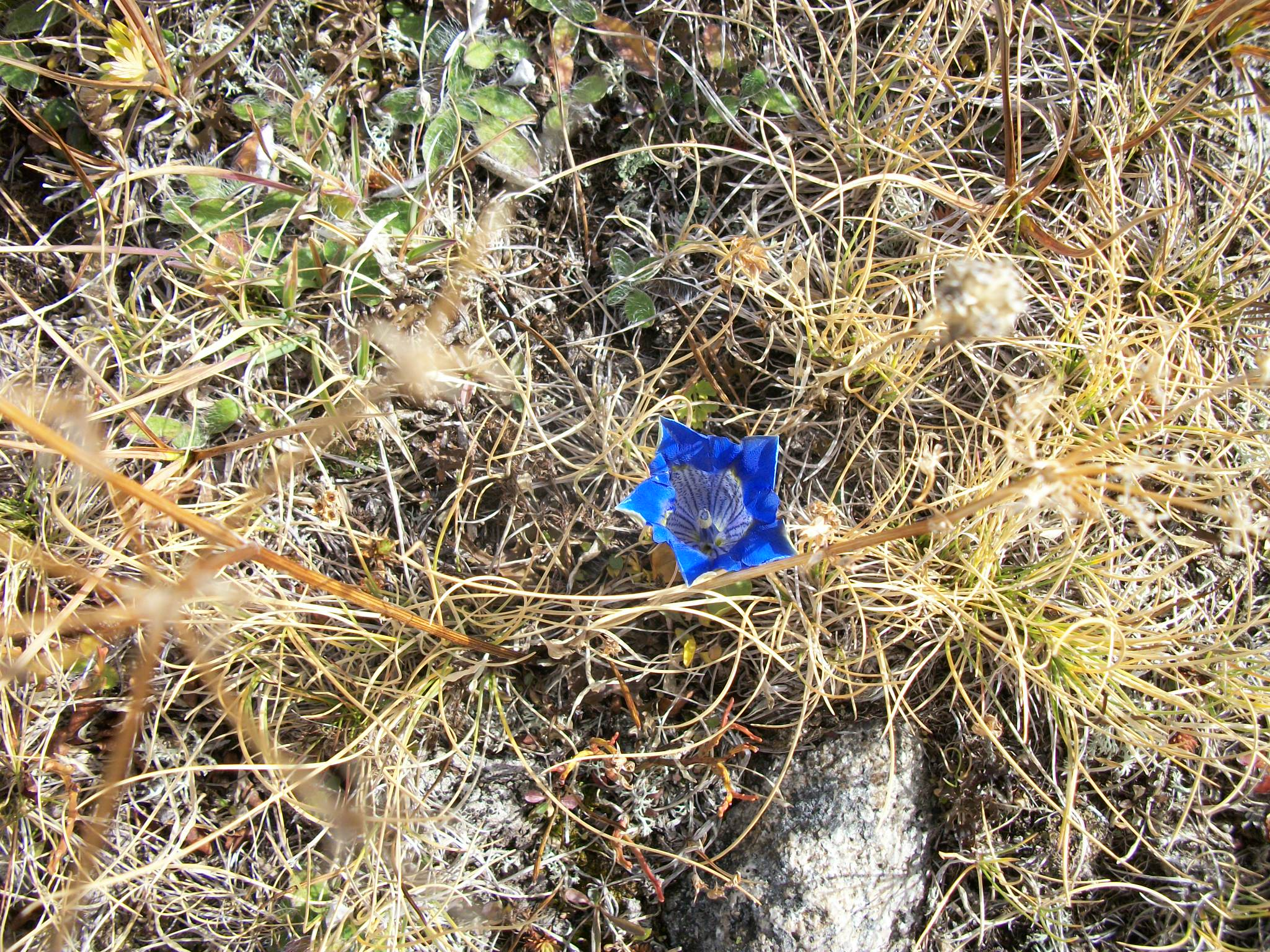
Autour des Estanys de Dalt de Baciver on peut y voir des fleurs rare comme la Gentiane acaule
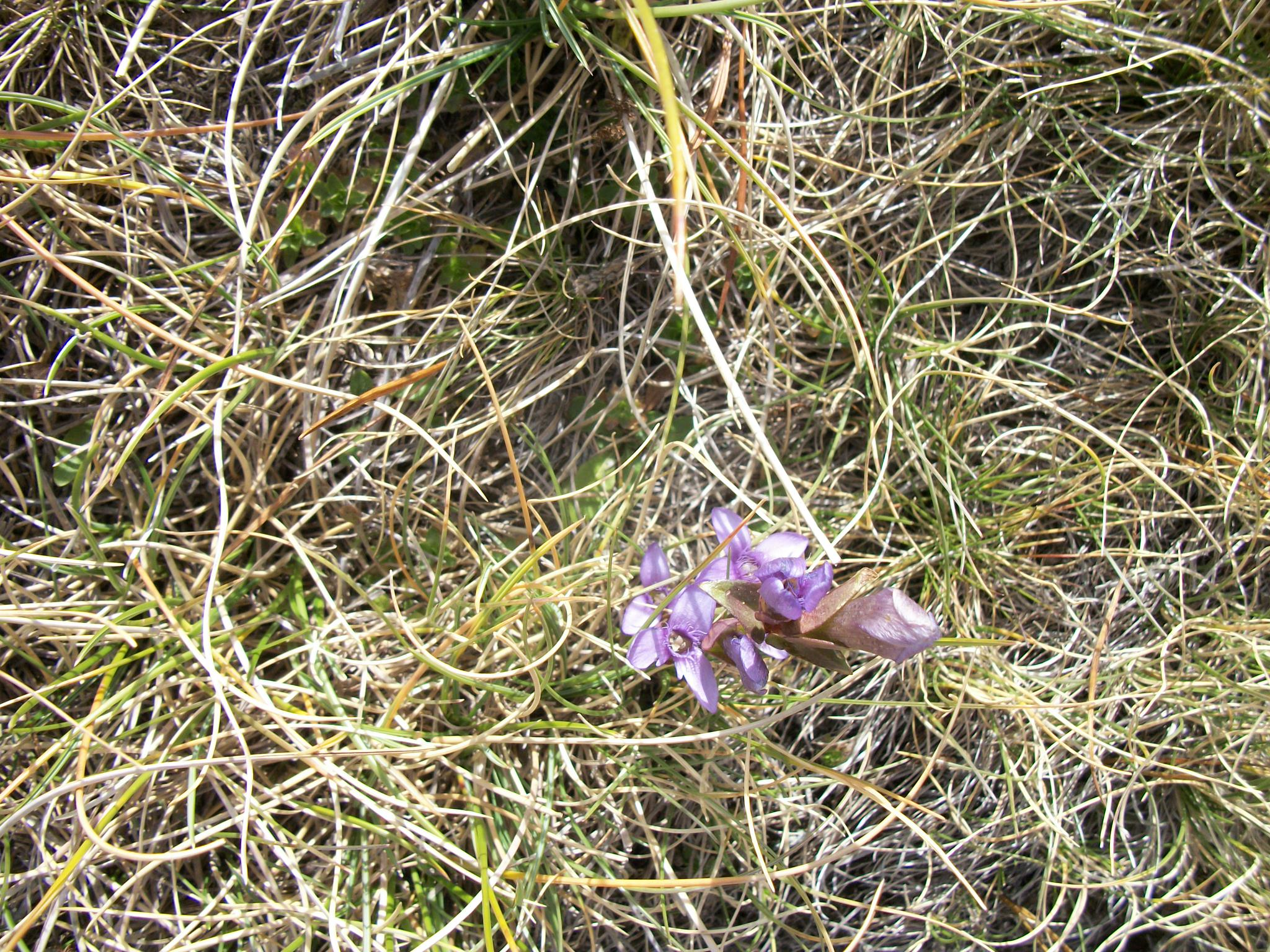
Gentianella
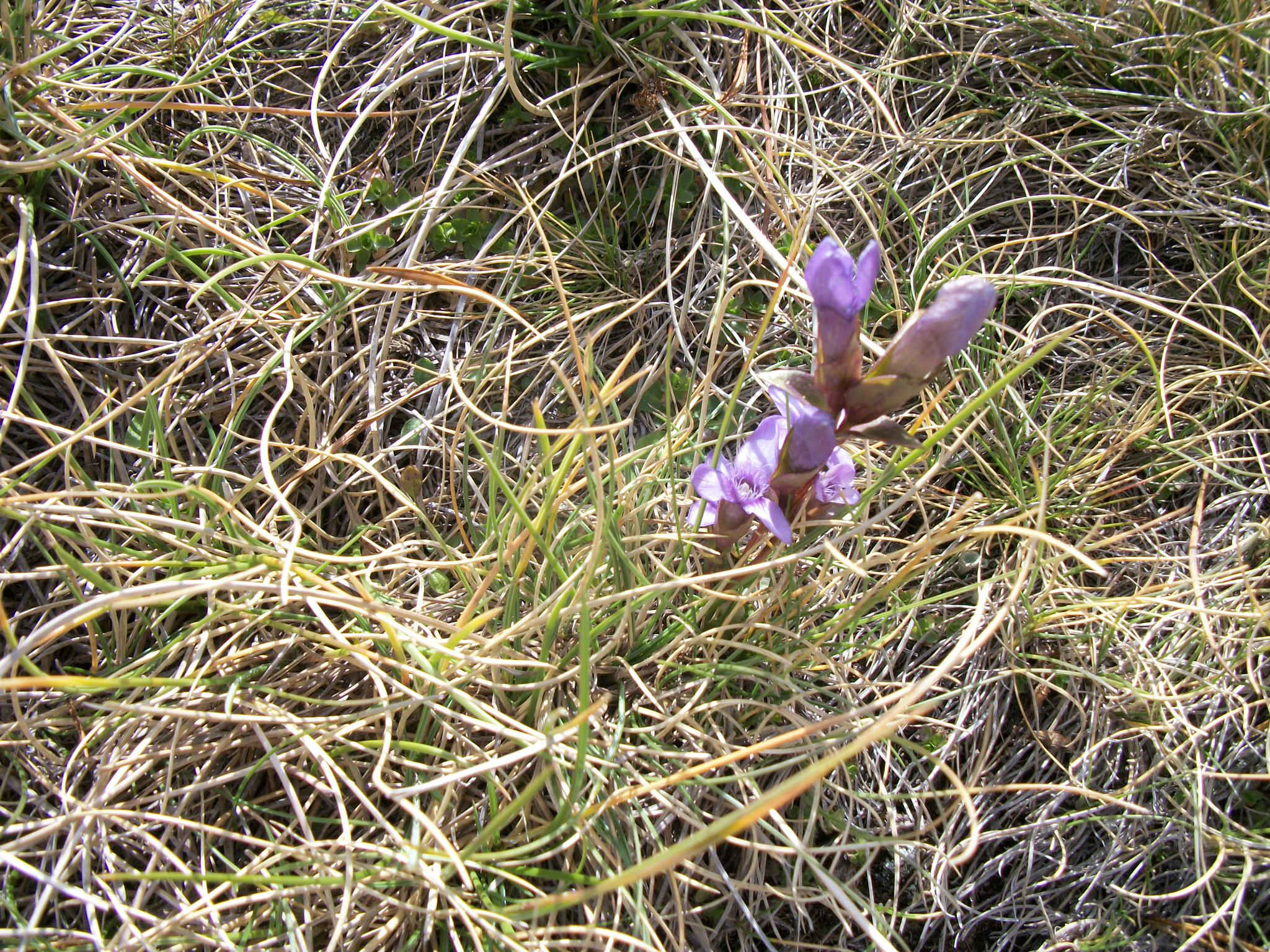
Gentianella

## Protection environnementale
Les Estanys de Dalt de Baciver sont situés dans la zone Natura 2000 de Alt Pallars, sur une superficie de 77 183,20 hectares, elle comprend:
- La zone spéciale de conservation (en référence à la Directive habitats) depuis 2013.
- La zone de protection spéciale (en référence à la Directive oiseaux) depuis 2001.